# Droit de la nationalité chypriote
Le droit de la nationalité chypriote définit les conditions par lesquelles une personne est un ressortissant de Chypre. La principale loi régissant la nationalité est la loi sur la citoyenneté de la République de Chypre de 1967, qui entre en vigueur le 28 juillet 1967. Les règles s'appliquent à l'ensemble de l'île de Chypre, y compris la République de Chypre elle-même et Chypre du Nord, une région séparatiste reconnue diplomatiquement uniquement par Turquie sous le nom de République turque de Chypre du Nord (RTCN).
Chypre est un État membre de l'Union européenne (UE) et tous les citoyens chypriotes sont des citoyens de l'UE. Ils disposent d'un droit automatique et permanent de vivre et de travailler dans tout pays de l'UE ou de l'Association européenne de libre-échange (AELE) et peuvent voter aux élections au Parlement européen.
Les individus nés d'au moins un parent chypriote acquièrent automatiquement la citoyenneté à la naissance, sauf si l'un des parents est considéré comme un migrant illégal. La naissance à Chypre en elle-même ne confère pas la citoyenneté. Les ressortissants étrangers peuvent devenir citoyens chypriotes par naturalisation après avoir résidé pendant une période requise (généralement sept ans).
Chypre était auparavant une colonie de l'Empire britannique et les résidents locaux étaient des sujets britanniques. Bien que Chypre obtienne son indépendance en 1960 et que les citoyens chypriotes ne détiennent plus la nationalité britannique, ils conservent un statut privilégié lorsqu'ils résident au Royaume-Uni ; en tant que Citoyen du Commonwealth, ils peuvent voter aux élections britanniques et occuper des fonctions publiques.

## Histoire

### Période coloniale
L'île de Chypre est conquise par l'Empire ottoman en 1570. En conséquence, le droit de la nationalité ottomane s'applique à l'île. Chypre est gouvernée par les Ottomans pendant trois siècles avant d'être louée à l'Empire britannique en 1878. Bien que l'île reste sous souveraineté ottomane nominale, aucune autorité chypriote n'existe pour faire respecter les lois ottomanes. Les résidents chypriotes restent ostensiblement sujets ottomans, mais voyagent avec des documents les identifiant comme "natif de Chypre" plutôt qu'avec des passeports ottomans.
Le Royaume-Uni annexe officiellement l'île au début de la Première Guerre mondiale en 1914 après l'entrée de l'Empire ottoman en guerre aux côtés des Empires centraux. Le droit de la nationalité britannique devient alors applicable à l'île,, comme c'était le cas ailleurs dans l'Empire britannique. Les Chypriotes et tous les autres citoyens impériaux étaient sujets britanniques; toute personne née à Chypre, au Royaume-Uni, ou ailleurs dans les dominions de la Couronne était un sujet britannique de naissance.
La Turquie a formellement renoncé à toutes ses revendications sur Chypre en 1923 avec le Traité de Lausanne et l'île est devenue une colonie de la Couronne en 1925. Les sujets ottomans/turcs qui résidaient habituellement à Chypre le 5 novembre 1914 sont automatiquement devenus sujets britanniques à cette date. Toutefois, toute personne concernée avait le droit de choisir la nationalité turque dans les deux ans suivant l'application du traité, à condition qu'elle quitte définitivement Chypre pour la Turquie dans les 12 mois suivant ce choix. Alors que environ 9 000 Chypriotes turcs ont choisi de devenir des nationaux turcs, la plupart ne sont pas partis ou sont par la suite revenus à Chypre en raison des mauvaises conditions économiques en Anatolie.
Les fonctionnaires coloniaux adhéraient à une politique de diviser pour régner, opposant les communautés chypriotes grecque et turque l'une contre l'autre pour affaiblir l'opposition à leur propre autorité. À partir de 1926, la migration turque supplémentaire vers l'Anatolie a été restreinte par le gouvernement colonial cherchant à freiner les niveaux élevés de flux migratoire de la population musulmane. Pour aider à retenir une communauté turque importante, le gouvernement colonial a promulgué une loi en 1930 qui permettait aux Chypriotes qui avaient opté pour la nationalité turque sous Lausanne mais n'avaient pas quitté l'île de récupérer la nationalité britannique. Ils ont en outre affirmé que les Chypriotes qui avaient choisi la nationalité turque et qui étaient déjà partis pour la Turquie restaient toujours sujets britanniques (sauf s'ils s'étaient naturalisés autrement) parce que les termes du Traité de Lausanne n'avaient pas été mis en œuvre dans le droit interne.
La loi impériale sur la nationalité a été complètement réformée en 1948. L'Acte de Nationalité Britannique de 1948 a redéfini le sujet britannique pour signifier tout citoyen du Royaume-Uni, de ses colonies ou d'autres pays du Commonwealth. Citoyen du Commonwealth a été défini pour la première fois dans cet Acte pour avoir la même signification. Alors qu'auparavant tous les sujets de l'Empire avaient un statut commun par allégeance à la Couronne, chaque pays du Commonwealth sous le système réformé devenait responsable de légiférer ses propres lois sur la nationalité et maintiendrait un statut commun par accord volontaire parmi tous les États membres. Les sujets britanniques sous l'ancienne signification qui détenaient ce statut le 1er janvier 1949 en raison d'une connexion avec le Royaume-Uni ou une colonie restante (y compris Chypre) sont devenus Citoyens du Royaume-Uni et des Colonies (CUKC).

### Indépendance et république précaire
Les Chypriotes grecs voulaient l'enosis (union avec la Grèce) tandis que les Chypriotes turcs s'opposaient fermement à cela et favorisaient le taksim (partition de l'île). Chaque communauté avait une forte affinité pour la Grèce ou la Turquie mais aucun attachement particulier à l'idée d'une Chypre détachée de l'une ou l'autre culture. Le mécontentement des Grecs vis-à-vis de la règle britannique a conduit à une révolte ouverte dans les années 1950 pendant l'Urgence chypriote, qui a finalement abouti aux accords de Londres et de Zurich de 1959 et à un accord multilatéral entre le Royaume-Uni, la Grèce et la Turquie sur l'indépendance chypriote l'année suivante.
Chypre est devenue une république indépendante le 16 août 1960, bien que la Grande-Bretagne ait conservé le contrôle de deux bases militaires à Akrotiri et Dhekelia. La Constitution de Chypre spécifiait que les exigences pour détenir la citoyenneté chypriote après l'indépendance seraient déterminées par l'Annexe D du Traité d'Établissement. Tout CUKC né à Chypre acquérait automatiquement la citoyenneté chypriote à cette date s'il résidait habituellement dans le pays à un moment quelconque dans les cinq années immédiatement précédant l'indépendance, ainsi que toute personne née à l'étranger d'un père qui était également devenu citoyen. Les CUKC d'origine chypriote qui n'avaient pas résidé à Chypre pendant les cinq années avant l'indépendance ne sont pas devenus citoyens chypriotes et ont conservé le statut de CUKC. Les anciens sujets ottomans d'origine chypriote qui n'étaient pas devenus sujets britanniques en 1914 avaient droit à la citoyenneté chypriote sur demande, ainsi que les femmes veuves ou divorcées qui auraient autrement été mariées à des citoyens chypriotes. La loi sur la citoyenneté de la République de Chypre promulguée plus tard par la Chambre des Représentants en 1967 fournit un cadre complet détaillant les exigences de citoyenneté après cette période.

### Une île divisée
Les tensions entre les dirigeants politiques chypriotes grecs et turcs ont conduit à l'effondrement du gouvernement coopératif en 1963 et ont déclenché une période de violence intercommunautaire soutenue qui a duré jusqu'en 1967. Bien que les deux communautés aient pu coexister dans une paix relative pendant les années suivantes, la dictature militaire de la Grèce a réussi à renverser le gouvernement chypriote en 1974. Par conséquent, la Turquie a envahi la partie nord de Chypre et a divisé le pays, après quoi la République de Chypre a conservé le contrôle des deux tiers sud de l'île.
Bien que les Chypriotes turcs soient restés citoyens de la République, leur accès au-delà de la frontière était restreint par le gouvernement des territoires occupés, ce qui limitait leur accès aux documents de citoyenneté chypriote. La République turque de Chypre du Nord a été établie en 1983 dans la partie nord de l'île et les Chypriotes turcs sont devenus éligibles aux passeports de la RTCN. Cependant, parce que la RTCN n'est reconnue par aucun pays autre que la Turquie, ces documents ont très peu d'utilité pratique en dehors de ces deux pays et les Chypriotes turcs étaient plus enclins à obtenir des passeports turcs à la place. Après la réduction des restrictions de voyage entre les deux régions à la suite de l'introduction du Plan Annan, les résidents de la RTCN ont plus fréquemment cherché à obtenir des passeports chypriotes.

### Citoyenneté du Commonwealth
Tous les sujets britanniques/citoyens du Commonwealth sous la structure réformée de la nationalité créée en 1948 détenaient initialement un droit automatique de s'établir au Royaume-Uni et en Irlande. L'immigration non blanche au Royaume-Uni était systématiquement découragée, mais les conditions économiques fortes en Grande-Bretagne après la Seconde Guerre mondiale ont attiré une vague sans précédent de migration coloniale. En réponse, le Parlement britannique a imposé des contrôles d'immigration à tout sujet provenant de l'extérieur des îles britanniques avec la Commonwealth Immigrants Act 1962. L'Irlande a continué à permettre à tous les sujets britanniques la libre circulation malgré l'indépendance en 1922 dans le cadre de l'accord de la zone de voyage commune, mais a décidé de suivre la restriction britannique en 1962 en limitant cette capacité uniquement aux personnes nées sur les îles de Grande-Bretagne ou d'Irlande. La Grande-Bretagne a quelque peu assoupli ces mesures en 1971 pour les patriaux, sujets dont les parents ou grands-parents étaient nés au Royaume-Uni, ce qui donnait un traitement préférentiel effectif aux citoyens du Commonwealth blancs.
À la suite de l'indépendance chypriote en 1960, les citoyens du Commonwealth d'ascendance chypriote sont restés éligibles pour l'acquisition facilitée de la citoyenneté ; ils peuvent s'inscrire comme citoyens chypriotes après 12 mois de résidence tandis que d'autres personnes d'ascendance chypriote avec une nationalité non-Commonwealth ne peuvent être naturalisées qu'après avoir vécu dans le pays pendant au moins cinq ans.
Le Royaume-Uni a mis à jour sa loi sur la nationalité pour refléter les limites plus modestes de son territoire et de ses possessions restantes avec le British Nationality Act 1981, qui a redéfini le sujet britannique pour ne plus signifier également citoyen du Commonwealth. Les citoyens chypriotes restent citoyens du Commonwealth dans le droit britannique et continuent d'être éligibles pour voter et se présenter à des fonctions publiques au Royaume-Uni. Les individus qui n'ont pas acquis la citoyenneté chypriote à l'indépendance, ont conservé le statut de CUKC et manquaient du droit d'abode au Royaume-Uni ont été reclassés comme citoyens britanniques d'outre-mer dans le cadre de la réforme de 1981.

### Intégration européenne
Chypre a rejoint l'Union européenne dans le cadre de l'élargissement de 2004. Depuis, les citoyens chypriotes peuvent vivre et travailler dans d'autres pays de l'UE/AELE sous la liberté de circulation des travailleurs établie par le traité de Rome de 1957 et ont participé à leurs premières élections européennes en 2004,,.
Avant le retrait du Royaume-Uni de l'UE en 2020, les citoyens chypriotes jouissaient d'un statut particulièrement privilégié là-bas. Alors que les citoyens du Commonwealth non-UE continuaient à avoir besoin d'un visa de résidence pour vivre au Royaume-Uni, les citoyens chypriotes pouvaient s'y installer et bénéficier immédiatement de pleins droits de participation politique en raison de leur statut de citoyens du Commonwealth et de l'UE. Les citoyens chypriotes (ainsi que les citoyens irlandais et maltais) domiciliés au Royaume-Uni pouvaient voter lors du référendum sur l'appartenance du Royaume-Uni à l'Union européenne en 2016 alors que tous les autres citoyens non britanniques de l'UE ne le pouvaient pas.

### Citoyenneté par investissement
En 2013, un parcours de citoyenneté par investissement a été créé pour attirer les investissements étrangers dans le pays. Par le Programme d'Investissement Chypriote, un étranger pouvait acquérir la citoyenneté chypriote après avoir investi 2 millions d'euros dans l'immobilier, des projets d'infrastructure, des entreprises locales ou des actifs financiers domestiques et en maintenant cette somme dans la République pendant au moins cinq ans. Les candidats devaient avoir un casier judiciaire vierge, ne pas avoir été refusés pour naturalisation dans un autre État membre de l'UE et étaient tenus d'acheter une résidence dans le pays d'une valeur d'au moins 500 000 euros qui devait être conservée de façon permanente. Un don supplémentaire de 150 000 euros est devenu requis en 2019, la moitié de celui-ci allant à un fonds de recherche scientifique et l'autre moitié destinée au financement de logements abordables sur l'île.
Les investisseurs qui se sont naturalisés sont soumis à des contrôles périodiques qui vérifient leur propriété continue de biens immobiliers à Chypre et risquent de se voir révoquer leur citoyenneté s'ils se sont défaits de ces biens sans résidence de remplacement. Cette stipulation a été faite en violation de l'Article 63 du Traité sur le fonctionnement de l'Union européenne, qui interdit les restrictions sur la circulation des capitaux.
La Commission européenne a répété ses condamnations de cette voie de citoyenneté pour ses risques élevés d'aider au blanchiment d'argent, à l'évasion fiscale et à la corruption,.
Une publication de 2019 de Reuters qui rapportait que huit proches et associés du Premier ministre cambodgien Hun Sen avaient acquis la citoyenneté chypriote par investissement a déclenché une enquête gouvernementale sur les circonstances dans lesquelles leur citoyenneté a été obtenue,. À la suite de la publication d'un enregistrement vidéo montrant des législateurs chypriotes proposant de faciliter la naturalisation pour un investisseur condamné fictif, le programme a été suspendu indéfiniment le 1er novembre 2020. En juillet 2022, l'ancien président du Parlement chypriote et trois autres ont été inculpés pour corruption dans le cadre du scandale.

## Acquisition et perte de la citoyenneté

### Droit par filiation
Une personne née d'au moins un parent qui est citoyen chypriote reçoit généralement automatiquement la citoyenneté à la naissance, quel que soit le lieu de naissance. La citoyenneté est accordée automatiquement seulement si aucun parent n'est considéré comme migrant illégal. Sinon, elle peut uniquement être acquise par une décision du Conseil des ministres. Demander la citoyenneté peut être complexe et peut nécessiter l'intervention d'un avocat spécialisé.

### Nationalité par filiation ou mariage
Les citoyens britanniques, irlandais et du Commonwealth d'ascendance chypriote sont éligibles pour acquérir la citoyenneté chypriote par inscription après avoir résidé dans le pays pendant 12 mois et soumis une déclaration signée de loyauté à l'État. Ils peuvent également être qualifiés pour s'inscrire comme citoyens s'ils sont employés dans le service gouvernemental chypriote et ont l'intention de vivre dans la République ou de continuer le service.
Les non-citoyens mariés à des citoyens chypriotes peuvent acquérir la citoyenneté par inscription après trois ans de mariage et de cohabitation. L'exigence de résidence peut être levée à condition que le couple soit marié depuis au moins deux ans. Les conjoints veufs peuvent toujours s'inscrire pour la citoyenneté à condition que les exigences d'acquisition aient été remplies avant le décès du conjoint chypriote. Les enfants mineurs d'un citoyen chypriote peuvent être inscrits par leur parent sans autres exigences. L'inscription à la citoyenneté est également conditionnelle à la résidence légale ; toute personne considérée comme migrant illégal est disqualifiée pour s'inscrire comme citoyen chypriote.

### Naturalisation
Les étrangers qui sont parents ou enfants de citoyens chypriotes peuvent acquérir la citoyenneté par naturalisation après avoir résidé dans le pays pendant au moins quatre des sept années précédentes, avec 12 mois supplémentaires de résidence immédiatement avant une demande, soit un total de cinq ans. L'exigence de résidence de quatre ans peut être partiellement ou complètement remplie par le temps employé dans le service gouvernemental, mais cela ne peut pas être fait pour les 12 mois immédiatement précédant une demande de naturalisation. Les individus sans ascendance chypriote peuvent se naturaliser après un total de sept ans de résidence. Les personnes qui accomplissent des actes de service extraordinaires pour Chypre peuvent se voir exceptionnellement octroyer la citoyenneté chypriote sans aucune exigence à la discrétion du Conseil des ministres.

### Renonciation et privation
La citoyenneté chypriote peut être renoncée en soumettant une déclaration de renonciation. La citoyenneté peut être involontairement retirée des personnes naturalisées ou enregistrées qui : ont acquis frauduleusement le statut, ont commis un acte de déloyauté contre l'État, ont aidé une nation ennemie avec laquelle Chypre est en guerre, ont été condamnées à une incarcération de plus de 12 mois dans les cinq ans suivant l'acquisition de la citoyenneté, ou ont vécu à l'étranger (autres que ceux employés dans le service gouvernemental) pendant une période continue de sept ans. Une fois l'une de ces conditions remplie, le Conseil des ministres doit déterminer qu'il n'est pas dans l'intérêt national que cette personne conserve la citoyenneté avant qu'elle puisse être retirée.